# کورنوس پیروشه
کورنوس پیروشه (به لهستانی:  Kurnos Pierwszy) یک روستا در لهستان است که در گمینا بوخاتوو واقع شده‌است. کورنوس پیروشه ۲۲۰ نفر جمعیت دارد.